# Azután
Azután è un comune spagnolo di 291 abitanti situato nella comunità autonoma di Castiglia-La Mancia.